# Volvo Masters 1980 - Singolare
Il singolare del torneo di tennis Volvo Masters 1980, facente parte della categoria Grand Prix, ha avuto come vincitore Björn Borg che ha battuto in finale 6–4, 6–2, 6–2 Ivan Lendl.

## Tabellone

### Legenda
| - Q = Qualificato - WC = Wild card - LL = Lucky loser | - ALT = Alternate - SE = Special Exempt - PR = Protected Ranking | - w/o = Walkover - r = Ritirato - d = Squalificato |

### Finali
|  | Semifinali    | Semifinali    | Semifinali    | Semifinali    | Semifinali | Semifinali | Semifinali |  |  | Finale     | Finale     | Finale     | Finale     | Finale | Finale | Finale |  |
|  |               |               |               |               |            |            |            |  |  |            |            |            |            |        |        |        |  |
|  | Gene Mayer    | Gene Mayer    | Gene Mayer    | Gene Mayer    | Gene Mayer | 3          | 4          |  |  |            |            |            |            |        |        |        |  |
|  | Ivan Lendl    | Ivan Lendl    | Ivan Lendl    | Ivan Lendl    | Ivan Lendl | 6          | 6          |  |  | Ivan Lendl | Ivan Lendl | Ivan Lendl | Ivan Lendl | 4      | 2      | 2      |  |
|  | Björn Borg    | Björn Borg    | Björn Borg    | Björn Borg    | 6          | 6          | 6          |  |  | Björn Borg | Björn Borg | Björn Borg | Björn Borg | 6      | 6      | 6      |  |
|  | Jimmy Connors | Jimmy Connors | Jimmy Connors | Jimmy Connors | 4          | 7          | 3          |  |  |            |            |            |            |        |        |        |  |

### Gruppo A
|  |                 | Mayer         | McEnroe       | Clerc    | Borg          | RR W–L | Set W–L | Game W–L | Classifica |
|  | Gene Mayer      |               | 3–6, 7–6, 6–2 | 6–3, 7–5 | 6–0, 6–3      | 3–0    | 6–1     | 41–25    | 1          |
|  | John McEnroe    | 6–3, 6–7, 2–6 |               | 3–6, 0–6 | 4–6, 7–6, 6–7 | 0–3    | 2–6     | 34–47    | 4          |
|  | José Luis Clerc | 3–6, 5–7      | 6–3, 6–0      |          | 3–6, 4–6      | 1–2    | 2–4     | 27–28    | 3          |
|  | Björn Borg      | 0–6, 3–6      | 6–4, 6–7, 7–6 | 6–3, 6–4 |               | 2–1    | 4–3     | 34–36    | 2          |

La classifica viene stilata in base ai seguenti criteri: 1) Numero di vittorie; 2) Numero di partite giocate; 3) Scontri diretti (in caso di due giocatori pari merito ); 4) Percentuale di set vinti o di games vinti (in caso di tre giocatori pari merito ); 5) Decisione della commissione.

### Gruppo B
|  |                 | Connors       | Vilas         | Solomon       | Ivan Lendl | RR W–L | Set W–L | Game W–L | Classifica |
|  | Jimmy Connors   |               | 6–2, 4–6, 6–0 | 6–2, 6–4      | 7–6, 6–1   | 3–0    | 6–1     | 41–21    | 1          |
|  | Guillermo Vilas | 2–6, 6–4, 0–6 |               | 5–7, 7–6, 7–5 | 5–7, 4–6   | 1–2    | 3–5     | 36–47    | 3          |
|  | Harold Solomon  | 2–6, 4–6      | 7–5, 6–7, 5–7 |               | 3–6, 1–6   | 0–3    | 1–6     | 28–43    | 4          |
|  | Ivan Lendl      | 6–7, 1–6      | 7–5, 6–4      | 6–3, 6–1      |            | 2–1    | 4–2     | 32–26    | 2          |

La classifica viene stilata in base ai seguenti criteri: 1) Numero di vittorie; 2) Numero di partite giocate; 3) Scontri diretti (in caso di due giocatori pari merito ); 4) Percentuale di set vinti o di games vinti (in caso di tre giocatori pari merito ); 5) Decisione della commissione.